# Перов, Юрий Ливерьевич
Юрий Ливерьевич Перов (1943—2008) — советский и российский учёный, доктор медицинских наук, профессор; член-корреспондент РАМН.
Автор более 120 научных работ, в числе которых руководство «Микроскопическая техника» и монографии «Патология почек в пожилом и старческом возрасте», «Телепатология», «Артериальная гипертензия», а также ряда изобретений.

## Биография
Родился 6 июня 1943 года в городе Ижевске в семье врача.
Окончил в 1960 году среднюю школу в Ижевске и поступил в Ярославский  медицинский  институт, с третьего курса которого перевёлся в 1-й Московский медицинский институт им. И. М. Сеченова (ныне Первый Московский государственный медицинский университет имени И. М. Сеченова). Окончив его с отличием в 1967 году, обучался по 1969 год в аспирантуре при кафедре паталогической анатомии этого же вуза. В 1969 году защитил кандидатскую диссертацию на тему «Патоморфология аллотрансплантированной почки», в 1982 году — докторскую диссертацию на тему «Ранние изменения почек при артериальных гипертензиях разного генеза».
Работал в Центральной научно-исследовательской лаборатории и в 4-м Главном Управлении при Минздраве СССР и в Медицинском центре Управления делами Президента Российской Федерации; был заведующим кафедры патанатомии Российской медицинской академии непрерывного профессионального образования (1990—2008); заведующим кафедры общей и частной патологии факультета фундаментальной медицины, МГУ им. М. В. Ломоносова (2002—1008).
Наряду с научно-педагогической деятельностью, Ю. Л. Перов занимался общественной: был председателем Всероссийского общества патологоанатомов (1990); президентом Международного союза ассоциаций патологоанатомов стран СНГ (1999), членом президиума Российского общества патологоанатомов (2004) и членом редколлегии журнала «Архив патологии».
Заслуженный деятель науки РФ, награждён знаком «Отличник здравоохранения» (1979) и орденом Почёта (2000).
Трагически погиб в Москве 12 ноября 2008 года, был похоронен на Хованском кладбище города.